# Norden
Norden es una ciudad alemana perteneciente al estado de Baja Sajonia e incluida dentro del "Kreisstadt" o distrito de Aurich. Es, además, una de las localidades más antiguas del Estado o "Land" de Baja Sajonia.
Está situada en la orilla del mar de Frisia, y su cercanía con las siete islas de Frisia hace que sea un punto de partida habitual de ferrys. Además, el lugar se ha consolidado como destino turístico, y es famoso por sus balnearios.